# Saison 1954-1955 de la LAH
Saison précédente Saison suivante
La saison 1954-1955 de la Ligue américaine de hockey est la 19e saison de la ligue au cours de laquelle six équipes jouent chacune 64 matchs.
Le trophée Carl Liscombe est renommé trophée John-B.-Sollenberger. Le Match des étoiles fait son retour après une absence de douze ans et met en opposition les champions de la saison précédente aux meilleurs joueurs de la ligue. Les Hornets de Pittsburgh terminent meilleure équipe de la saison et remportent leur deuxième coupe Calder.

## Changement de franchise
- Les Warriors de Syracuse déménagent à nouveau, revenant à Springfield, et reprennent leur nom original, les Indians de Springfield.

## Saison régulière

### Classement
| Clt   | Équipe                 | PJ | V  | D  | N | BP  | BC  | Pts |
| ----- | ---------------------- | -- | -- | -- | - | --- | --- | --- |
| +001, | Hornets de Pittsburgh  | 64 | 31 | 25 | 8 | 187 | 180 | 70  |
| +002, | Barons de Cleveland    | 64 | 32 | 29 | 3 | 254 | 222 | 67  |
| +003, | Indians de Springfield | 64 | 32 | 29 | 3 | 251 | 233 | 67  |
| +004, | Bisons de Buffalo      | 64 | 31 | 28 | 5 | 248 | 228 | 67  |
| +005, | Bears de Hershey       | 64 | 29 | 28 | 7 | 217 | 225 | 65  |
| +006, | Reds de Providence     | 64 | 21 | 37 | 6 | 194 | 263 | 48  |

- En gras : qualifiés pour les séries

### Meilleurs pointeurs
| Joueur            | Équipe                 | PJ | B  | A  | Pts | Pun |
| ----------------- | ---------------------- | -- | -- | -- | --- | --- |
| Eddie Olson       | Barons de Cleveland    | 60 | 41 | 47 | 88  | 48  |
| Ken Wharram       | Bisons de Buffalo      | 63 | 33 | 49 | 82  | 15  |
| Ross Lowe         | Indians de Springfield | 60 | 32 | 50 | 82  | 91  |
| Fredrick Glover   | Barons de Cleveland    | 58 | 33 | 42 | 75  | 108 |
| Walt Atanas       | Indians de Springfield | 62 | 29 | 45 | 74  | 66  |
| Paul Larivee      | Reds de Providence     | 62 | 29 | 45 | 74  | 19  |
| Zellio Toppazzini | Reds de Providence     | 62 | 21 | 53 | 74  | 12  |
| Arnie Kullman     | Bears de Hershey       | 62 | 23 | 48 | 71  | 67  |
| Jim Anderson      | Indians de Springfield | 63 | 39 | 32 | 71  | 40  |
| Ellard O'Brien    | Bears de Hershey       | 62 | 31 | 38 | 69  | 28  |

## Match des étoiles
Le deuxième Match des étoiles se joue le 27 octobre 1954 à Hershey. Les champions en titre, les Barons de Cleveland affrontent une sélection des meilleurs joueurs de la ligue. Ce sont ces derniers qui s'imposent sur le score de 7 buts contre 3.

## Séries éliminatoires
- Le premier de la saison régulière rencontre le troisième au meilleur des 5 matchs.
- Le deuxième rencontre le quatrième également au meilleur des 5 matchs.
- Les vainqueurs se rencontrent en finale au meilleur des sept matchs[3].

### Tableau
|  | Premier tour | Premier tour |            |   | Finale | Finale |
|  | Premier tour | Premier tour |            |   | Finale | Finale |
|  |              |              |            |   |        |        |
|  |              |              |            |   |        |        |
|  |              |              |            |   |        |        |
|  | Pittsburgh   | 3            |            |   |        |        |
|  | Pittsburgh   | 3            |            |   |        |        |
|  | Springfield  | 1            |            |   |        |        |
|  | Springfield  | 1            | Pittsburgh | 4 |        |        |
|  |              |              | Pittsburgh | 4 |        |        |
|  |              | Buffalo      | 2          |   |        |        |
|  | Cleveland    | Buffalo      | 2          | 1 |        |        |
|  | Cleveland    |              |            | 1 |        |        |
|  | Buffalo      | 3            |            |   |        |        |
|  | Buffalo      | 3            |            |   |        |        |

## Trophées

### Trophées collectifs
| Coupe Calder : Vainqueurs des séries                           | Hornets de Pittsburgh |
| Trophée F.-G.-« Teddy »-Oke : Champions de la saison régulière | Hornets de Pittsburgh |

### Trophées individuels
| Trophée Les-Cunningham : Meilleur joueur de la saison                                 | Ross Lowe (Indians de Springfield)    |
| Trophée John-B.-Sollenberger : Meilleur pointeur                                      | Eddie Olson (Barons de Cleveland)     |
| Trophée Dudley-« Red »-Garrett : Meilleure recrue                                     | Jim Anderson (Indians de Springfield) |
| Trophée Harry-« Hap »-Holmes : Gardien ayant la plus petite moyenne de buts encaissés | Gil Mayer (Hornets de Pittsburgh)     |